# Henry, Come On
"Henry, Come On" é uma canção da cantora e compositora americana Lana Del Rey. Foi lançado em 11 de abril de 2025, pela Interscope e Polydor Records, como o primeiro single de seu próximo décimo álbum de estúdio.

## Histórico
Lana Del Rey divulgou uma prévia da nova música, "Henry, Come On", em 18 de janeiro de 2024, compartilhando o título sobreposto ao que parecia ser a capa do single no Instagram. Ela disse "Henry, vamos lá", marcando a conta do Instagram de seu produtor Luke Laird. Embora nenhuma data de lançamento tenha sido confirmada inicialmente, a faixa já era familiar para alguns fãs, pois havia sido provocada mais de um ano antes. Ao anunciar a data de lançamento de seu álbum, então intitulado The Right Person Will Stayquatro meses antes, Del Rey declarou: "Fico feliz que vocês ouçam algumas músicas que serão lançadas antes de Stagecoach, começando com Henry", referindo-se à música agora conhecida como "Henry, Come On". Na quinta-feira, 27 de março, Del Rey acessou o Instagram para compartilhar a aparente arte do single sem legenda. No entanto, ela marcou vários colaboradores, incluindo Laird, Dean Reid e Drew Erickson. A imagem mostrou Del Rey olhando para a câmera, vestida com renda branca com ondas estilizadas e um batom vermelho discreto.
Del Rey se apresentará no Stagecoach Festival de 2025 em Indio, Califórnia, antes de sua turnê por estádios no Reino Unido e Irlanda, que começa em junho. Ela será a atração principal do Palco Palomino em 25 de abril, com os organizadores do festival descrevendo seu show como "um show country muito especial".

## Composição
"Henry, Come On" é uma acústica balada, e country música que destaca a fluidez vocal de Del Rey. A música apresenta um arranjo esparso, permitindo que seus vocais ocupem o centro do palco enquanto ela canta:
"Quer dizer, Henry, vamos lá / Você / Acha que eu realmente escolheria isso? / Tudo isso de vez em quando / Henry, vamos lá / Quer dizer, baby, vamos lá / Você / Acha que eu realmente perderia a cabeça com você? / Se você não fizesse nada de errado / Henry, vamos lá / Última chamada, ei, pessoal / Pendure o chapéu dele na parede / Diga a ele que sua cowgirl se foi / Vamos lá e se animem."

## Desempenho comercial
Em seu primeiro dia completo de lançamento, "Henry, Come On" estreou na décima sexta posição na parada global do Spotify, com 3,36 milhões de reproduções, tornando-se a segunda maior estreia de Del Rey no serviço. Nos Estados Unidos, estreou na décima posição no Spotify, com 981.877 reproduções, tornando-se sua terceira entrada no top 10.